# ジェラルド・ゴルドー
ジェラルド・ゴルドー（Gerard Gordeau、男性、1956年3月30日 - ）は、オランダ出身の空手家、キックボクサー、総合格闘家、プロレスラー。ドージョー・カマクラ主宰。現地読みヒラー・クドー。

## 来歴
6人兄弟の上から2番目として生まれる。自身が11歳の時に父を喪うと、12歳から道路工事などの肉体労働で家計を支え、時には妹たちを食べさせるために恐喝なども行った。
16歳の頃、友達の通っていた空手道場の先生から見学を勧められ、それがきっかけで恵まれた体格を生かし、空手を始める。最初は趣味としてやっていたが、日本人の少年に負けたことで真剣に取り組むようになり、1年のトレーニングの後に再びその少年に挑戦し雪辱を果たした。
極真会館主催の世界大会で来日を果たした後、日本のK-1、リングス等で活躍。空手以外にも、アマチュアレスリングやボクシング、柔道などの格闘技を学んだ。また、サバット（フランス式キックボクシング）の試合にも出場した経歴があり、プロレスラーとしても試合をこなしている。一時USA大山空手の傘下に入っていたが、オランダで兄弟とともに自身の道場「ドージョー・カマクラ」を持ち後進を指導している。
1988年8月13日、第2次UWFで前田日明と異種格闘技戦で対戦。試合開始直後から打撃で前田を圧倒するも、右ハイキックをキャッチされカーフスライサー（公式発表は裏アキレス腱固め）で敗北。ただし、この試合は事前に結末の決まった試合（フィックスト・マッチ）でリハーサル通りの結果だったという主張がある。その主張によると、この試合についてゴルドーは「マエダには言いたいことがある。『俺はゴルドーをやっつけた。俺はゴルドーよりも強い』とマエダが言うのはおかしいじゃないか。ビジネスでやったフィックスト・マッチだった、と正直に言うべきだ」と言っている。当日、前田はなぜか右目に傷ができていた。ゴルドーによるとこれはリハーサルの時にゴルドーがわざと傷つけたものである、という主張がある。しかしこの発言は「前田がゴルドーより強い、と言いふらしている」という間違った情報への反発であり、これを検証した取材は行われていない。なお、この試合の際のゴルドーは、ボクシンググローブとキックパンツというキックボクサー風の姿だった。
リングスに参戦し、1992年1月25日に佐竹雅昭と対戦した時は、2日前の公開スパーリングで正道会館のアダム・ワットと対戦し右脚肉離れを起こしてしまう。佐竹は試合開始から、その右脚への関節蹴りやローキックを繰り返す。2R、苦しくなったゴルドーはクリンチを増やし、ロープ際で長井満也をくだしたフロントチョークを狙うがブレイクが掛かってしまう。セコンドのヨハン・ボスがリングに上がって「ブレークが早い!」と抗議するとゴルドーは背を向けコーナーに戻る。その直後の佐竹の攻撃に怒り、顔面パンチ（当時のリングスは顔面へのパンチ攻撃は反則だった）やサミングなどの反則行為を行い、後ろを向いた佐竹にさらに追撃を加え反則負け。
1993年9月4日、K-1 ILLUSIONでアダム・ワットと対戦。2R2分7秒、右バックブローでKO負け。
1993年10月3日、KARATE WORLD CUP '93（正道会館主催）に出場。反則が多く、1回戦で後川聡之に判定負け。
1993年11月12日、当時は異色の新興格闘技団体だったUFC 1に参戦する。トーナメント1回戦ではテイラ・トゥリ（元幕下力士・高見州）と対戦。トゥリの突進をリング際でいなすと、バランスを崩し転んだトゥリの顔面へ躊躇なくサッカーボールキックを叩き込み、戦意喪失し座り込んだところを素手で顔面を殴りKO勝利を収める。試合後の検査でトゥリは顔面骨折が判明、ゴルドーの足の甲には折れたトゥリの歯が突き刺さっていたという。その後ゴルドーは決勝に進出、ホイス・グレイシーと対戦。しかしこの試合中、ゴルドーはチョークスリーパーを狙うホイスの腕に噛みつくという蛮行に出る。ホイスはこの行為に激怒し、レフェリーストップ後もゴルドーを絞め続けた。この対戦から約19年後の2012年に、ホイスはオランダのゴルドーの道場を訪れ一緒にトレーニングをしているが、この時のことをゴルドーは「20年ぶりに話をしたが、何のわだかまりもなかった」と語っている。
ゴルドーはこの大会で決勝まで進出して6万ドルのファイトマネーを獲得したが、危険な割に安いファイトマネーだったことに腹が立ち、UFC 2のオファーを断った。ただし、UFC 2へのオファーを断った後も、フレッド・ハマカーやレムコ・パドゥールをUFCへ紹介し、両選手がUFCに出場した際にはゴルドー自身がセコンドに就いている。一方でパドゥールはゴルドーのマネージメントではなく直接、大会プロモーターからオファーがあったとしている。パドゥールは、ゴルドーは真実ではあるがアメリカのテレビでパドゥールやハマカーを俺の生徒だと語ったり自分の手柄にしたがる人なんだよ、という旨、インタビュアーに苦笑まじりに語った。
1995年4月20日、「VALE TUDO JAPAN OPEN 1995」では、レフェリーの制止を無視して中井祐樹に故意のサミングを繰り返した。中井は右目を失明し、総合格闘家として活動することは不可能になった（のちに柔術家として活躍）。ゴルドーは『格闘技通信』のインタビューで「それは彼にとって気の毒なことだった」と言った上で「同じ場面が来たら私はまた同じことをやる」と語っていたが、その後、中井とは和解しており、中井はゴルドーの謝罪を受け入れる際にも不平不満を一言も言わなかったといい、ゴルドーはそんな中井を「強い魂、ココロを持っている」と称えている。
プロレスのリングにおいては、空手を武器にUWF、新日本プロレス、UFO、ZERO-ONEを主戦場にしていた。アントニオ猪木の引退カウントダウン（1995年）の相手を務めたことでも有名。
2005年9月11日、BIG MOUTH LOUD 旗揚げ戦でエンセン井上とプロレスの試合で対戦。サミングを仕掛けるなど喧嘩ファイトを繰り広げたが、2分56秒腕ひしぎ十字固めで一本負け。
2010年4月11日には久々に来日し、ZERO1・靖国神社大会に参戦。弟子の崔領二とのタッグで曙・澤宗紀組と対戦し勝利した。

## 人物・エピソード
- オランダで8年間ほどバウンサー（用心棒）を生業としていた者としての習性か、喧嘩ファイトが身上であり、どの団体に参戦した際も反則が多く、「時には人を殺しても平気なくらいに凶暴になれる」と豪語したことがある[8]。しかし総合格闘技黎明期においてローキックで足を殺し、パンチでKOを狙うといった後のストライカーの原型ともいえる完成度の高い試合運びをしていた。
- 真偽は定かでないがゴルドー自身によると、UFC 1では最初はトーナメント1回戦でホイス・グレイシーと試合が組まれていたが、ただのサバットの選手と思われていたゴルドーが、実は日本のリングスなどで試合をしていた選手とわかると、主催者によって対戦相手がホイスからテイラ・トゥリに変更されたという。
- 兄のニコ・ゴルドーも格闘技の選手だったことがあり、ケンドー・ナガサキと格闘技ルールで対戦している。
- 食べ物ではドジョウが苦手。過去にUWF参戦のため来日した時に前田にドジョウ鍋の店に連れて行かれ、生きたドジョウをそのまま鍋に入れる様子を見て「これは人類の食べ物ではない」と思ったという[9]。
- 元々日本趣味の嗜好があり、自宅には日本風の鎧を飾っているほか、背中から肩にかけて入れている和彫の刺青も日本趣味が昂じてのもの。ドージョー・カマクラの入口に振袖姿の日本女性の等身大ポスターを貼っていたこともあるという[9]。
- 日本文化との出会いは18歳の頃。通っていた空手道場にインドネシア人のコーチが来て日本の話を色々としたので、空手家として強くなって実際に日本に行きたいと思ったのがそもそものきっかけであるという[1]。
- 1999年1月4日、新日本・東京ドーム大会で組まれた新日軍対UFO軍の対抗戦である橋本真也対小川直也戦で、ゴルドーは小川のセコンドに付いた。試合展開を巡ってリング上で双方が大乱闘になるが、新日軍はゴルドーを恐れて殴りかからず、代わりに村上一成が新日軍の大人数に一方的に殴られ、一時意識不明となり搬送される事態が発生している（詳細は村上のリンク先を参照）。ちなみにこの乱闘の原因も、花道を歩く新日の若手をゴルドーがいきなり殴ったからである。当時放映されたテレビの映像で、クレームをつける若手に対してゴルドーが真っ先に殴りかかる姿が確認できる。
- 酒は飲まない。
- 粗暴な振る舞いが多く、ゴルドーを嫌う格闘技関係者は多いが、極真空手の世界選手権で戦った増田章の道場を表敬訪問するなど、試合場外では意外に紳士的な一面も持っている。
- プロレスラーのスペル・デルフィンの旧リングネーム「モンキーマジック・ワキタ」の名付け親である。デルフィンの動きを見たゴルドーが「おまえ（デルフィン）は孫悟空（モンキーマジック）みたいな動きをするな」と賞賛したことから名付けられた。

## 戦績
| 総合格闘技 戦績 | 総合格闘技 戦績 | 総合格闘技 戦績 | 総合格闘技 戦績 | 総合格闘技 戦績 | 総合格闘技 戦績 | 総合格闘技 戦績 |
| --------------- | --------------- | --------------- | --------------- | --------------- | --------------- | --------------- |
| 4 試合          | (T)KO           | 一本            | 判定            | その他          | 引き分け        | 無効試合        |
| 3 勝            | 3               | 0               | 0               | 0               | 0               | 0               |
| 3 敗            | 0               | 2               | 0               | 1               | 0               | 0               |

| 勝敗 | 対戦相手             | 試合結果                   | 大会名                              | 開催年月日     |
| ×    | 中井祐樹             | 4R 2:41 ヒールホールド     | VALE TUDO JAPAN OPEN 1995 【1回戦】 | 1995年4月20日  |
| ×    | ホイス・グレイシー   | 1R 1:44 チョークスリーパー | UFC 1: The Beginning 【決勝】       | 1993年11月12日 |
| ○    | ケビン・ローズイヤー | 1R 0:59 TKO（タオル投入）  | UFC 1: The Beginning 【準決勝】     | 1993年11月12日 |
| ○    | テイラ・トゥリ       | 1R 0:26 TKO（顔面蹴り）    | UFC 1: The Beginning 【1回戦】      | 1993年11月12日 |
| ×    | 佐竹雅昭             | 2R 2:13 反則               | リングス 回天                       | 1992年1月25日  |
| ○    | 長井満也             | 4R 0:34 TKO                | リングス 炎上                       | 1991年12月7日  |

## 獲得タイトル
- UFC 1トーナメント準優勝